# Fünf von der Jazzband
Fünf von der Jazzband (Os Cinco do Jazz (título em Portugal) ) é um filme de comédia musical alemão de 1932, dirigido por Erich Engel e estrelado por Jenny Jugo, Rolf von Goth e Fritz Klippel. É baseado na peça homônima de 1927 por Felix Jackson, e foi produzido pela subsidiária alemã da Universal Pictures. Cenários do filme foram projetadas pelo diretor de arte Erich Czerwonski.